# Lothar de Maizière

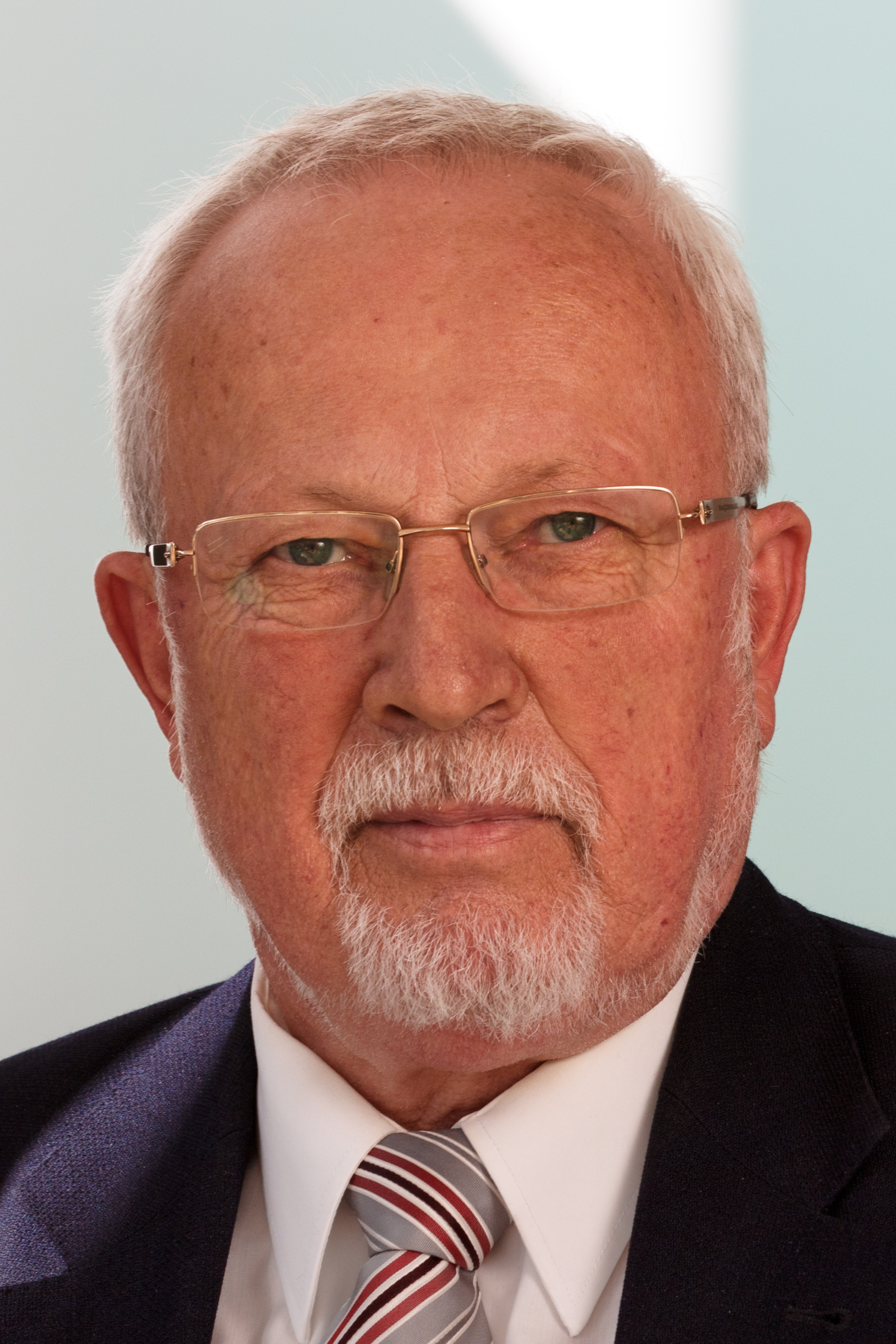
Lothar de Maizière (2011)

Lothar de Maizière [də mɛˈzjɛʀ] (* 2. März 1940 in Nordhausen) ist ein deutscher Jurist, Musiker und ehemaliger Politiker (CDU), der vom 12. April bis 2. Oktober 1990 als erster demokratisch gewählter und zugleich letzter Ministerpräsident der Deutschen Demokratischen Republik amtierte.
Er wirkte vom Herbst 1989 bis zum Spätsommer 1991 als Mitglied der ost- und später gesamtdeutschen CDU und wurde damals durch seinen Beitrag zur deutschen Wiedervereinigung bekannt. Unmittelbar danach war er bis 19. Dezember 1990 einer von fünf aus der DDR stammenden Bundesministern für besondere Aufgaben. Am 17. Dezember bat er wegen zu klärender Vorwürfe, er habe als inoffizieller Mitarbeiter (IM) unter dem Decknamen „Czerni“ (auch „Czerny“) mit dem Ministerium für Staatssicherheit zusammengearbeitet, um Entlassung aus dem Ministeramt. Im Februar 1991 nahm er seine Parteiämter, die er hatte ruhen lassen, wieder auf, nachdem Wolfgang Schäuble auf einer Pressekonferenz mit seinem Untersuchungsbericht eine Entlastung angestrebt hatte.
Er war auf dem CDU-Parteitag am 1. Oktober 1990 zum einzigen stellvertretenden CDU-Vorsitzenden gewählt worden, trat im Herbst 1991 von diesem Posten zurück und gab sein Bundestagsmandat zum 15. Oktober 1991 ab. Für ihn rückte Else Ackermann nach. 1992 wurde er nach Aktenlage als „IM Czerni“ identifiziert.
Von 2009 bis 2022 war de Maizière Vorstandsvorsitzender der Deutschen Gesellschaft e. V.

## Leben

### Ausbildung und Beruf
Nach dem Abitur am Berlinischen Gymnasium zum Grauen Kloster 1958 studierte de Maizière von 1959 bis 1965 Bratsche an der Hochschule für Musik „Hanns Eisler“ in Berlin. Er war danach bis 1975 als Bratschist an mehreren Orchestern, u. a. auch dem Rundfunk-Sinfonieorchester Berlin, tätig. Wegen einer Nervenentzündung am linken Arm, die ihn bei seiner Berufsausübung behinderte, studierte er von 1969 bis 1975 im Fernstudium Rechtswissenschaft an der Humboldt-Universität zu Berlin und arbeitete seit 1975 als Rechtsanwalt. Er war in der DDR ab 1987 stellvertretender Vorsitzender des Kollegiums der Berliner Rechtsanwälte unter dem Vorsitzenden Gregor Gysi. Er besaß auch eine Rechtsanwaltszulassung zum Militärstrafsenat beim Obersten Gericht der DDR. Als Rechtsanwalt vertrat er bis 1989 vor Gericht vornehmlich Jugendliche, die wegen Wehrdienstverweigerung oder Teilnahme an pazifistischen Aktivitäten vom DDR-Regime verfolgt wurden.

### Familie
Lothar de Maizière stammt aus der politisch sehr aktiven Familie de Maizière, deren Mitglieder Nachfahren hugenottischer Einwanderer sind. Sein Vater Clemens de Maizière (1906–1980) war Jurist, Synodaler der Berlin-Brandenburgischen Kirche und Mitglied der Ost-CDU, wo er einen Ortsverband leitete. Nach der Wendezeit wurde er als langjähriger Stasi-Mitarbeiter enttarnt. 1936 heiratete er in Nordhausen Christine Rathje (1910–1981), Tochter des Historikers und Politikers Johannes Rathje. Aus der Ehe gingen mehrere Kinder hervor. Sein Onkel Ulrich de Maizière diente in der Reichswehr, der Wehrmacht und der Bundeswehr und war Generalinspekteur der Bundeswehr. Dessen Sohn, Lothar de Maizières Cousin Thomas de Maizière, war von November 2005 bis März 2018 Bundesminister.
Aus der Ehe Lothar de Maizières mit seiner ersten Ehefrau Ilse gingen drei Töchter hervor. In zweiter Ehe ist er mit Marianne Strodt verheiratet. Seine Tochter Henriette arbeitet als Journalistin und war 2010 Redakteurin im ZDF-Landesstudio in Berlin.

### Partei
Lothar de Maizière war seit 1956 Mitglied der Ost-CDU, einer der vier Blockparteien in der DDR. Obwohl er in dieser Partei nach eigenen Angaben „nicht einmal Kassierer“ war, wurde er nach dem Fall der Mauer zum Vorsitzenden der Ost-CDU gewählt. Am 28. November 1989 gab er während einer Sitzung des Demokratischen Blocks an, die Ost-CDU werde den Block am 5. Dezember 1989 verlassen. Er übernahm so die Initiative zur Auflösung dieser scheindemokratischen Institution. Der Austritt wurde als Signal für die Eigenständigkeit der Blockparteien gewertet. Der ab dem 7. Dezember 1989 tagende zentrale runde Tisch beeinflusste die Regierung Modrow stark und ebnete den Weg zur Volkskammerwahl am 18. März 1990. Von Oktober 1990 bis zu seinem Rücktritt am 6. September 1991 war de Maizière Erster Stellvertretender Vorsitzender der gesamtdeutschen CDU. In dieser Zeit war er auch Landesvorsitzender der CDU Brandenburg.

### Abgeordneter
Von März bis Oktober 1990 war Lothar de Maizière Mitglied der Volkskammer der DDR. Er war im Wahlkreis Berlin für die CDU gewählt worden. Kurzzeitig amtierte er vom 27. März bis zum 10. April 1990 als Fraktionsvorsitzender von CDU und Demokratischem Aufbruch, bis er wegen seiner bevorstehenden Wahl zum Ministerpräsidenten von Günther Krause abgelöst wurde. De Maizière gehörte im Oktober 1990 zu den Abgeordneten, die von der Volkskammer in den Bundestag entsandt wurden. Bei der Bundestagswahl im Dezember 1990 zog er über die Landesliste Brandenburg der CDU erneut in den Bundestag ein, aus dem er am 15. Oktober 1991 ausschied.

### Öffentliche Ämter

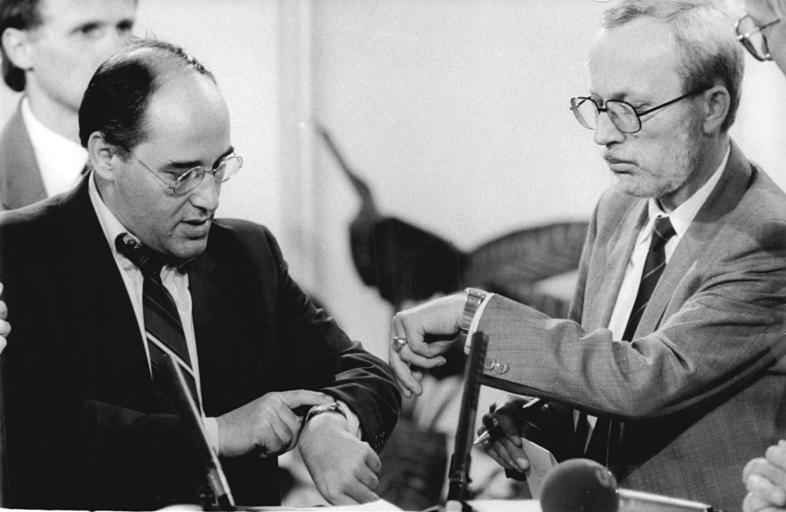
Lothar de Maizière mit dem Vorsitzenden der PDS, Gregor Gysi (l), bei den Kommunalwahlen in der DDR am 6. Mai 1990 kurz vor dem Beginn des Wahlstudios im Palast der Republik

Am 18. November 1989 trat er als stellvertretender Vorsitzender des Ministerrates und als Minister für Kirchenfragen der DDR in die von Hans Modrow geführte DDR-Regierung ein.
Am 5. Februar 1990 stellte Bundeskanzler Helmut Kohl in Berlin die „Allianz für Deutschland“ als künftigen Partner seiner Partei in der DDR vor. Das Wahlbündnis bestand aus den neu gegründeten Oppositionsgruppen Demokratischer Aufbruch (DA) und Deutsche Soziale Union (DSU) sowie der DDR-CDU als bestimmender Kraft. De Maizière war noch weitgehend unbekannt, als er in der ersten freien Volkskammerwahl 1990 als Spitzenkandidat der Allianz für Deutschland kandidierte. Er kämpfte mit den Wahlslogans „Wohlstand für alle“ und „Wir sind ein Volk“ um das Amt des ersten frei gewählten Ministerpräsidenten der DDR. Die Parteien der Allianz erreichten insgesamt 48,1 % der gültigen Stimmen.
Nach der Wahl wurde er am 12. April 1990 zum Ministerpräsidenten der DDR gewählt; gleichzeitig wurde auch sein Kabinett bestätigt. Am 19. April 1990 gab er seine erste Regierungserklärung ab. Von August 1990 an war er zusätzlich auch Außenminister der DDR. In seiner Amtszeit als letzter DDR-Ministerpräsident wurde die Wiedervereinigung mit der Bundesrepublik Deutschland verhandelt. Diese Verhandlungen umfasste drei Staatsverträge (Vertrag über die Schaffung einer Währungs-, Wirtschafts- und Sozialunion (gez. am 18. Mai 1990 in Bonn), Einigungsvertrag (gez. am 31. August 1990 in Ost-Berlin), Zwei-plus-Vier-Vertrag (gez. am 12. September 1990 in Moskau)). Weitere Aufgaben waren die Wiederherstellung der kommunalen Selbstverwaltung (Gesetz für die Gemeinden und Landkreise vom 17. Mai 1990) und der Länder (Ländereinführungsgesetz vom 22. Juli 1990), Rückkehr zur Rechtsstaatlichkeit und zu marktwirtschaftlichen Strukturen sowie der Austritt aus dem Warschauer Pakt (gez. am 24. September 1990 in Ost-Berlin). Zur Bedingung für die Wiedervereinigung machte de Maizière die Beibehaltung der Boden- und Industriereform. Entsprechend wurde der Einheitsvertrag verhandelt, die gemeinsame Erklärung als Anlage hinzugefügt und die Verfassung in Art. 143 Absatz 3 GG nach Beratung mit Roman Herzog abgeändert. Die Begründung, dass eine Beibehaltung der Enteignungen eine zwingende Bedingung der Sowjetunion gewesen sei, vorgetragen von Lothar de Maizière, Helmut Kohl und anderen Personen, hat sich im Nachhinein nur teilweise bestätigt. Nach Akteneinsicht, Erinnerungen von Michail Gorbatschow, Eduard Schewardnadse und Günther Krause ging es der Sowjetunion darum, strafrechtliche Aspekte für 1945–1949 gegenüber der UdSSR auszuschließen. Eine mögliche Rückübertragung, angemessene Entschädigung oder verwaltungsrechtliche Rehabilitierung war nicht Gegenstand der Verhandlungen auf oberster Ebene. Für Gorbatschow war die Lösung der offenen Vermögensfragen eine innerdeutsche Angelegenheit. Die unterschiedlichen Darstellungen lassen sich durch politische Motive in Ost- und Westdeutschland erklären sowie dadurch, dass es je nach Gesprächsebene auf sowjetischer Seite unterschiedliche Antworten gab. So war das Aide-mémoire vom 28. April 1990 vom russischen Außenministerium für die Beibehaltung der Enteignungen. Diese Einschätzung war aber nicht mit Gorbatschow abgesprochen. Die Boden- und Industriereform wurde von de Maizière als sozialistische Errungenschaft angesehen. Die Kritik, dass man es nicht schaffte, einen angemessenen Ausgleich zwischen 40 Jahren DDR-Heimatrecht und Verletzung der Menschenrechte für 1945–49 herzustellen, wurde hingenommen. Auswirkungen bis heute sind der schwach ausgeprägte Mittelstand in den ostdeutschen Ländern sowie Verweigerung bzw. Erschwerung von moralischen, verwaltungsrechtlichen und strafrechtlichen Rehabilitierungen, unterschiedliche Behandlung der Enteignungsgruppen (insbesondere der Opfer 1945–49) und gemessen am Verkehrswert minimale Ausgleichsleistungen. In seiner letzten Pressekonferenz als DDR-Ministerpräsident warnte de Maizière davor, im Rahmen einer Wiedervereinigung alle Häftlinge in DDR-Gefängnissen im Rahmen einer Generalamnestie freizulassen.
Am Tag der Deutschen Einheit – dem 3. Oktober 1990 – wurde de Maizière zum Bundesminister für besondere Aufgaben in der von Kohl geführten Bundesregierung ernannt.
Am 22. März 1990 stellte de Maizière den Inhalt der Gerüchte, er sei Inoffizieller Mitarbeiter (IM) beim Ministerium für Staatssicherheit gewesen, in Abrede. Am 10. Dezember, wenige Tage nach der Bundestagswahl 1990, veröffentlichte das Nachrichtenmagazin Der Spiegel das Ergebnis von Recherchen, wonach er bei der Staatssicherheit als IM unter dem Decknamen „Czerni“ geführt worden sei. De Maizière dementierte diese später erhärteten Vorwürfe, trat aber am 19. Dezember 1990 als Bundesminister zurück. Seine CDU-Parteiämter ließ er bis zur Wiederaufnahme nach einer von Wolfgang Schäuble am 22. Februar 1991 gegebenen Pressekonferenz, bei der dieser den Versuch einer Entlastung unternahm, ruhen. Im September 1991 gab er den stellvertretenden CDU-Vorsitz und andere Ehrenämter sowie sein Bundestagsmandat zurück. 1992 wurden durch das neue Stasi-Unterlagen-Gesetz Akten veröffentlicht, die ihn als IM Czerni identifizierten. 1994 lehnte er das Angebot der Berliner CDU auf einen Listenplatz für die Bundestagswahl ab. De Maizière bestreitet bis heute, IM oder IMB Czerni/Czerny gewesen zu sein. Die Akte Czerni wurde von der Stasi vernichtet. 1989 bis 1990 wurden viele Stasi-Akten zerrissen und bis zur endgültigen Vernichtung in Säcke gesteckt. 16.000 Säcke konnten gesichert werden. Die Rekonstruktion der Akten ist noch nicht abgeschlossen und dauert an.

### Weitere Arbeit
Von 1986 bis 1990 war de Maizière Vizepräses der Synode des Bundes der Evangelischen Kirchen in der DDR und arbeitete dort wie auch andere evangelische Christen, beispielsweise Manfred Stolpe, am Dialog der Kirchen mit der Regierung und der SED.
Seit 1993 war er Repräsentant der Hunzinger Information AG in Berlin, im März 2004 war er Vorsitzender des Aufsichtsrates.
Er ist Vorsitzender der privaten Stiftung Denkmalschutz Berlin, Mitgründer und Vorsitzender der Deutschen Gesellschaft und zweiter Vorsitzender von Werkstatt Deutschland e. V., auf dessen Initiative der Quadriga-Preis zurückgeht. Seit dem Tod des Vorgängers Peter Boenisch 2005 war de Maizière Vorsitzender des deutsch-russischen Petersburger Dialogs. Als solcher nannte er die Annexion der Krim einen Bruch des Völkerrechts, kritisierte jedoch die westlichen Wirtschaftssanktionen gegen Russland. Die Frankfurter Allgemeine Sonntagszeitung berichtete am 22. November 2014 von einem Eckpunktepapier, das von Kanzleramt und Auswärtigem Amt unterstützt wird. Darin wird gefordert, der Petersburger Dialog müsse „auch Raum für die kritische Auseinandersetzung mit der russischen Politik geben“. Kanzleramt und Auswärtiges Amt sähen keine Möglichkeit, dass unter der Führung de Maizières eine Reform erfolgreich sein könne. Wegen seiner „besonders unkritischen Haltung zum Kreml“ wurde de Maizière 2015 auf Betreiben Angela Merkels durch Ronald Pofalla abgelöst.
Seit 1996 arbeitet de Maizière in seiner Anwaltskanzlei in Berlin mit Spezialisierung auf Fragen zur Wiedervereinigung. De Maizière vertritt unter anderem zwei Folteropfer in der Causa Rakhat Aliyev, Peter Afanasenko und Sazhan Ibrajew, die als Leibwächter des Ex-Ministerpräsidenten Akeschan Kaschegeldin tätig waren. Aliyev werden darüber hinaus der Mord an zwei kasachischen Bankern, Erpressung, Bestechung und Geldwäsche vorgeworfen.
Darüber hinaus war de Maizière auch Geschäftsführer der TU-Campus EUREF gGmbH, die der Berliner Projektentwickler Reinhard Müller auf dem Gelände des Schöneberger Gasometers in Berlin entwickelt.
Bei der Vorstellung seiner Erinnerungen zur Geschichte der deutschen Einheit sagte seine einstige stellvertretende Regierungssprecherin Angela Merkel über ihn: Sein „politisches Ziel, das Freiheitsstreben und das mit der friedlichen Revolution Errungene in rechtsstaatliche Formen zu gießen, hat der deutschen Vereinigung Gestalt gegeben.“

## Zitat
„Mein beruflicher Werdegang war ein einziger Abstieg – vom Musiker zum Anwalt und dann zum Politiker.“

## Schriften
- Öko-soziale Marktwirtschaft für Ost und West. Der Weg aus Wirtschafts- und Umweltkrise. Mit Thomas de Maizière und Lutz Wicke. Verlag C. H. Beck, München 1990, ISBN 3-406-34668-5.
- Anwalt der Einheit. Ein Gespräch mit Christine de Mazières. Argon Verlag, Berlin 1996, ISBN 3-87024-792-4.
- Ich will, dass meine Kinder nicht mehr lügen müssen. Meine Geschichte der deutschen Einheit. Unter Mitarbeit von Volker Resing. Verlag Herder, Freiburg im Breisgau/Basel/Wien 2010, ISBN 978-3-451-30355-5.
- Ist zusammen gewachsen, was zusammen gehört? In: Anwaltsblatt (Berlin) Jahrg. 53, Oktober 2003, S. 568–571.

## Ehrungen
- Ehrenbürger seiner Geburtsstadt Nordhausen 2010
- Quadriga-Preis 2010 in der Kategorie „Architektur der Einheit“. Laudator: Richard Schröder.[50]
- Russischer Orden der Freundschaft 2010 für die Tätigkeit als Kovorsitzender des Petersburger Dialogs,[51] überreicht durch den russischen Ersten Vizepremier Wiktor Subkow.
- Scheidegger Friedenspreis 2010
- 2021: Ehrenkurator des Deutsch-Russischen Forums e. V.[52]

## Filme
- Thomas Grimm: Die de Maizières – eine deutsch-deutsche Familie – ARTE – Dokumentarfilm, 45 min, 1999.